# Понте-де-Ліма
По́нте-де-Лі́ма (порт. Ponte de Lima; МФА: [ˈpõ.tɨ dɨ ˈɫi.mɐ], По́нти-ди-Лі́ма, «Лімський міст») — муніципалітет і містечко в Португалії, в окрузі Віана-ду-Каштелу. Розташований у північній частині країни, на теренах історичної португальської провінції Дору-Міню. Належить до Віано-Каштельської діоцезії Католицької церкви в Португалії. Права міського самоврядування має з 1125 року. Поділяється на 39 парафій. За адміністративним поділом, чинним до 1976 року, був складовою провінції Міню. Площа муніципалітету — 320,25 км², населення муніципалітету — 43498 ос. (2011); густота населення — 135,83 осіб/км²
. Патрон — Діва Марія. Святковий день муніципалітету — 20 вересня. Поштовий індекс — 4990.  Код місцевої адміністративної одиниці — 1607. Складова статистичного регіону Північ.

## Географія
Понте-де-Ліма розташоване на північному заході Португалії, в центрі округу Віана-ду-Каштелу.
Містечко розташоване за 22 км на схід від міста Віана-ду-Каштелу, на берегах річки Ліма.
Понте-де-Ліма межує на півночі з муніципалітетом Паредеш-де-Кора, на сході — з муніципалітетами Аркуш-де-Валдевеш і Понте-да-Барка, на південному сході — з муніципалітетом Віла-Верде, на півдні — з муніципалітетом Барселуш, на заході — з муніципалітетами Віана-ду-Каштелу і Каміня, на північному заході — з муніципалітетом Віла-Нова-де-Сервейра.

## Історія
1125 року португальська графиня Тереза Леонська надала Понте форал, яким визнала за поселенням статус містечка та муніципальні самоврядні права.

## Населення
| Кількість мешканців | Кількість мешканців | Кількість мешканців | Кількість мешканців | Кількість мешканців | Кількість мешканців | Кількість мешканців | Кількість мешканців | Кількість мешканців | Кількість мешканців | Кількість мешканців | Кількість мешканців | Кількість мешканців | Кількість мешканців | Кількість мешканців |
| ------------------- | ------------------- | ------------------- | ------------------- | ------------------- | ------------------- | ------------------- | ------------------- | ------------------- | ------------------- | ------------------- | ------------------- | ------------------- | ------------------- | ------------------- |
| 1864                | 1878                | 1890                | 1900                | 1911                | 1920                | 1930                | 1940                | 1950                | 1960                | 1970                | 1981                | 1991                | 2001                | 2011                |
| 32 260              | 31 742              | 32 148              | 33 314              | 34 735              | 35 537              | 36 256              | 40 832              | 43 959              | 42 979              | 42 395              | 43 797              | 43 421              | 44 343              | 43 498              |

## Парафії
- Анайш
- Арка
- Аркуш
- Аркозелу
- Ардеган
- Бейрал-ду-Ліма
- Бертьяндуш
- Боальоза
- Брандара
- Баррі
- Кабасуш
- Кабрасан
- Кальейруш
- Калвелу
- Сепойнш
- Коррельян
- Ешторанш
- Фаша
- Фейтоза
- Фожу-Лобан
- Фонтан
- Форнелуш
- Фрейшу
- Фріаштелаш
- Гайфар
- Гандра
- Жеміейра
- Гондуфе
- Лабружа
- Лабружо
- Мату
- Морейра-ду-Ліма
- Навіо
- Пояреш
- Понте-де-Ліма
- Кейжада
- Рефойюш-ду-Ліма
- Рендуфе
- Рібейра
- Сандіайнш
- Санта-Комба
- Санта-Круш-ду-Ліма
- Санта-Марія-де-Ребордойнш
- Сеара
- Сердеделу
- Соту-де-Ребордойнш
- Са
- Вілар-даш-Алмаші
- Вілар-ду-Монте
- Віторіно-даш-Донаш
- Віторіно-душ-Піайнш